# Christer Øverland
Hans Christer Øverland (Oslo, 8 gennaio 1986) è un giocatore di calcio a 5 e calciatore norvegese, di ruolo intermedio e difensore.

## Carriera
Øverland ha cominciato a giocare per il Solør a partire dal 2009, con la squadra militante in Futsal Eliteserie. In precedenza, era stato in forza a Pak, Torg77 e Blackout. Il Solør ha giocato nella massima divisione fino al termine della stagione 2013-2014.
Attivo anche nel calcio, è stato in forza al Vålerenga, per poi vestire le casacche di Holmlia, Romsås ed Hauketo.